# Дјано Сан Пјетро
Дјано Сан Пјетро (итал. Diano San Pietro) је насеље у Италији у округу Империја, региону Лигурија.
Према процени из 2011. у насељу је живело 551 становника. Насеље се налази на надморској висини од 65 м.

## Становништво
| 1936. | 1951. | 1961. | 1971. | 1981. | 1991. | 2001. | 2011. |
| ----- | ----- | ----- | ----- | ----- | ----- | ----- | ----- |
| 1.047 | 1.067 | 1.037 | 923   | 963   | 991   | 1.022 | 1.101 |